# Kapelhoek (Zulte)
De Kapelhoek is een wijk in de Belgische gemeente Zulte. De buurt bevindt zich ten zuidwesten van het centrum en de Ellegemwijk, ten westen van de Biriwi en ten zuidoosten van de N43 Harelbeke-Kortrijk. De kern van de wijk ligt aan een kleuterschool en de kapel Onze-Lieve-Vrouw ten Dale. Er is een wijkvereniging die verschillende evenementen organiseert doorheen het jaar waaronder een wijkfeest in het weekend voor Hemelvaart.
Belgische gemeenten · Arrondissement Gent · Oost-Vlaanderen · Vlaanderen